# Colina de Vlugt-Flentrop

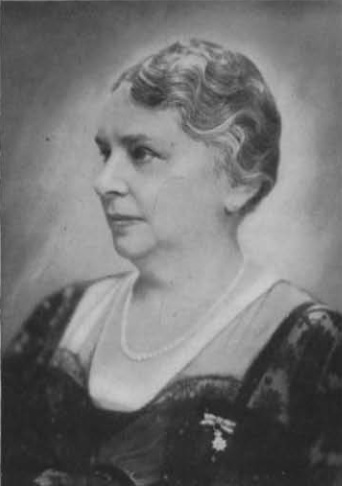
Colina de Vlugt-Flentrop

Colina de Vlugt-Flentrop (Hillegom, 17 januari 1873 - Bloemendaal, 18 december 1944) was 20 jaar lang burgemeestersvrouw van Amsterdam en erevoorzitter van vele maatschappelijke instellingen en verenigingen.  

## Biografie
Colina Flentrop bezocht de lagere school in Hillegom en daarna de Mulo. Zij trouwde op 3 juni 1896 te Hillegom met de Amsterdamse bouwkundige Willem de Vlugt, de latere burgemeester van Amsterdam. Hij was haar achterneef. Tot diens benoeming tot burgemeester hield zij zich hoofdzakelijk bezig met de opvoeding van de kinderen. Haar visie op de positie van de gehuwde vrouw verwoordde zij in het begin van haar nieuwe carrière als burgemeestersvrouw als volgt: "In een goed huwelijk begeert de vrouw geen vaste som voor "eigen" gebruik. Wenscht zij bepaalde uitgaven te doen, die niet uit het huishoudgeld kunnen bestreden worden, dan zal zij met harer echtgenoot overleg plegen en wordt dit probleem opgelost. Een vaste som voor eigen gebruik geeft de vrouw hare dienstbode: die zelve te ontvangen doet schade aan hare positie als getrouwde vrouw." Het echtpaar kreeg vijf zoons en een dochter. Een zoontje overleed op 8-jarige leeftijd. Een tweede zoon verongelukte in 1935, op 31-jarige leeftijd, met het KLM-vliegtuig "De Leeuwerik" bij Brilon in Sauerland. De Vlugt-Flentrop overleed in 1944, in haar woonplaats Aerdenhout (gemeente Bloemendaal). Zij werd tijdelijk begraven op de algemene begraafplaats van Bloemendaal. In oktober 1945 werd zij, samen met haar echtgenoot, herbegraven in het familiegraf op de Nieuwe Oosterbegraafplaats in Amsterdam.

## Functies
Haar echtgenoot Willem de Vlugt was van 20 juni 1921 tot 1 maart 1941 burgemeester van Amsterdam. Hun ambtswoning bevond zich op Herengracht 502. Als burgemeestersvrouw had De Vlugt-Flentrop diverse maatschappelijke taken. Zij hield op de tweede en de vierde woensdag van de maand een ontvangdag. Zij verrichtte openingen en was erevoorzitter van tal van comités. Zo was zij in 1922 lid van het erecomité van de tentoonstelling De vrouw en haar werk in het Paleis voor Volksvlijt. Ook was zij in dat jaar ere-president van de Jaarbeurs op huishoudelijk gebied, in het Paleis voor Volksvlijt.
In 1923 richtte zij - samen met feministe Rosa Manus en Alida Johanna Jacoba Tellegen-Fock, weduwe van de vorige burgemeester - De Nederlandsche Vrouwenclub op. Ook was zij in dat jaar erevoorzitter van een subafdeling van de Huldigingscommissie 1923 Amsterdam, die een feestvoorstelling organiseerde in de Stadsschouwburg. Ze was jaarlijks erevoorzitter van het comité tot plaatsing van de Weldadigheidspostzegels.
Op 2 februari 1935 verrichtte De Vlugt-Flentrop bij de werf van de N.V. Nederlandsche Scheepsbouwmaatschappij (NSM) te Amsterdam, de doop van het enkelschroef motortankschip Rotula, dat in aanbouw was voor de Koninklijke Shell groep.
In 1938 was De Vlugt-Flentrop de voortrekker van het comité Oranjevreugd, dat de geboorte van prinses Beatrix luister bijzette door het uitdelen van babyuitzetten aan in diezelfde maand geboren baby’s in minder welgestelde gezinnen. De uitreiking ervan vond plaats in de ambtswoning aan de Herengracht.
Colina de Vlugt-Flentrop werd benoemd tot Officier in de Orde van Oranje-Nassau.
- Biografisch Portaal: 32724285